# Siôn Daniel Young
Siôn Daniel Young, född i Cardiff, är en brittisk skådespelare.
Siôn Daniel Young har bland annat medverkat i TV-serierna Witness Number 3 där han spelade Ivan Barkas och i Lost Boys & Fairies där han spelade Gabriel, en av huvudkaraktärerna.

## Filmografi (i urval)
- 2021 – Deceit (TV-serie)
- 2022 – Witness Number 3 (TV-serie)
- 2023 – Slow Horses (TV-serie)
- 2024 – Lost Boys & Fairies (TV-serie)